# Carrer Bonaventura Carreras (Begur)
El Carrer Bonaventura Carreras és una via pública del municipi de Begur (Baix Empordà) inclosa en l'Inventari del Patrimoni Arquitectònic de Catalunya. Té tipologia de carrer amb estructura medieval (part propera a l'església) i que evoluciona vers les cases dels "americanos" (cap al final).

## Descripció
La part del segle xix té l'amplada del carrer de més mida que l'anterior (no pas gaire més, però el jardí del Casino ajuda que la llum hi penetri més. El primer tram són cases de 2-3 plantes i que al sota tenen botigues i a la part de dalt l'habitatge, amb una única obertura (són cases estretes a semblança de les cases de cos. A aquest carrer es troben 2 de les 4 torres (senceres) que hi ha al nucli, el que palesa el seu origen i la poca quantitat edificatòria de la vila a l'època.
El segon tram és més posterior i ja són cases de més amplades (del XIX) i on la composició de la façana és important (simetries) igual que la decoració (tot i que, com ja sabem, és la mínima. Aquestes cases tenen els baixos ocupats pel portal i només 1 té un negoci (els soterranis). L'empedrat és de quitrà i no hi ha voreres (fora d'alguns trossos).